# Nicolas Hayek
Nicolas George Hayek (Beirut, Líbano, 19 de febrero de 1928 - Biena, Suiza, 28 de junio de 2010) fue un empresario suizo de ascendencia libanesa, cofundador, director ejecutivo y presidente de la junta de The Swatch Group, con sede principal en Biena. Su exitosa gestión al frente de la compañía suele citarse como un ejemplo en las escuelas de negocios.

## Primeros años
Hayek era el segundo de tres hijos de un matrimonio cristiano griego ortodoxo de origen libanés, con raíces en la gobernación de El-Koura, en el norte de Líbano. Su padre se formó como dentista en la Universidad Loyola Chicago. Su hermana mayor, Mona, era la esposa del arquitecto libanés Joseph Philippe Karam. Su hermano menor Sam, también ciudadano suizo, fue director general del grupo suizo Sibra (Biere Cardinal).
Hayek estudió matemáticas, física y química en la Universidad de Lyon.

## Vida personal
En 1950, Hayek conoció a Marianne Mezger en Beirut, una joven au pair suiza e hija del industrial suizo Eduard Mezger. Se casaron en 1951 y se trasladaron a Suiza. Tuvieron dos hijos, Nayla y G. Nicolas (Nick) Jr. En 1964, la familia se mudó a Meisterschwanden, un pueblo a 35 kilómetros al oeste de Zúrich, donde residió por el resto de su vida.
En 2010 figuraba en el puesto 232 de las personas más ricas del mundo, con un patrimonio neto estimado de 3900 millones de dólares.
En junio de 1998, Hayek fue galardonado con el título de doctor honoris causa en Derecho y Economía por la Faultad de Beni Culturali de la Universidad de Bolonia (Italia), tras ser nombrado doctor honoris causa en Derecho y Economía por la Universidad de Neuchâtel en 1996.

## Carrera temprana
Hayek comenzó su carrera empresarial trabajando como actuario para la compañía de seguros Swiss Re. Más adelante asumió brevemente la dirección de la empresa de ingeniería propiedad de su suegro, entonces enfermo, Eduard Mezger. Pronto renunció a este puesto para buscar una oportunidad "para aprender algo nuevo todos los días".

## Hayek Engineering
En 1963, Hayek fundó su propia empresa de consultoría de gestión, Hayek Engineering, con sede en Zúrich. Rápidamente dejó su huella en la escena empresarial suiza y europea, al asesorar y efectuar cambios exitosos en varias de las multinacionales europeas más grandes. Uno de sus credos gerenciales fue: "Los recursos más escasos son los tipos emprendedores en la alta gerencia". En 1979, Hayek Engineering tenía más de 300 clientes en 30 países. Hayek fue presidente de la junta y director ejecutivo de la firma que había creado desde su fundación hasta su muerte.

## Swatch Group

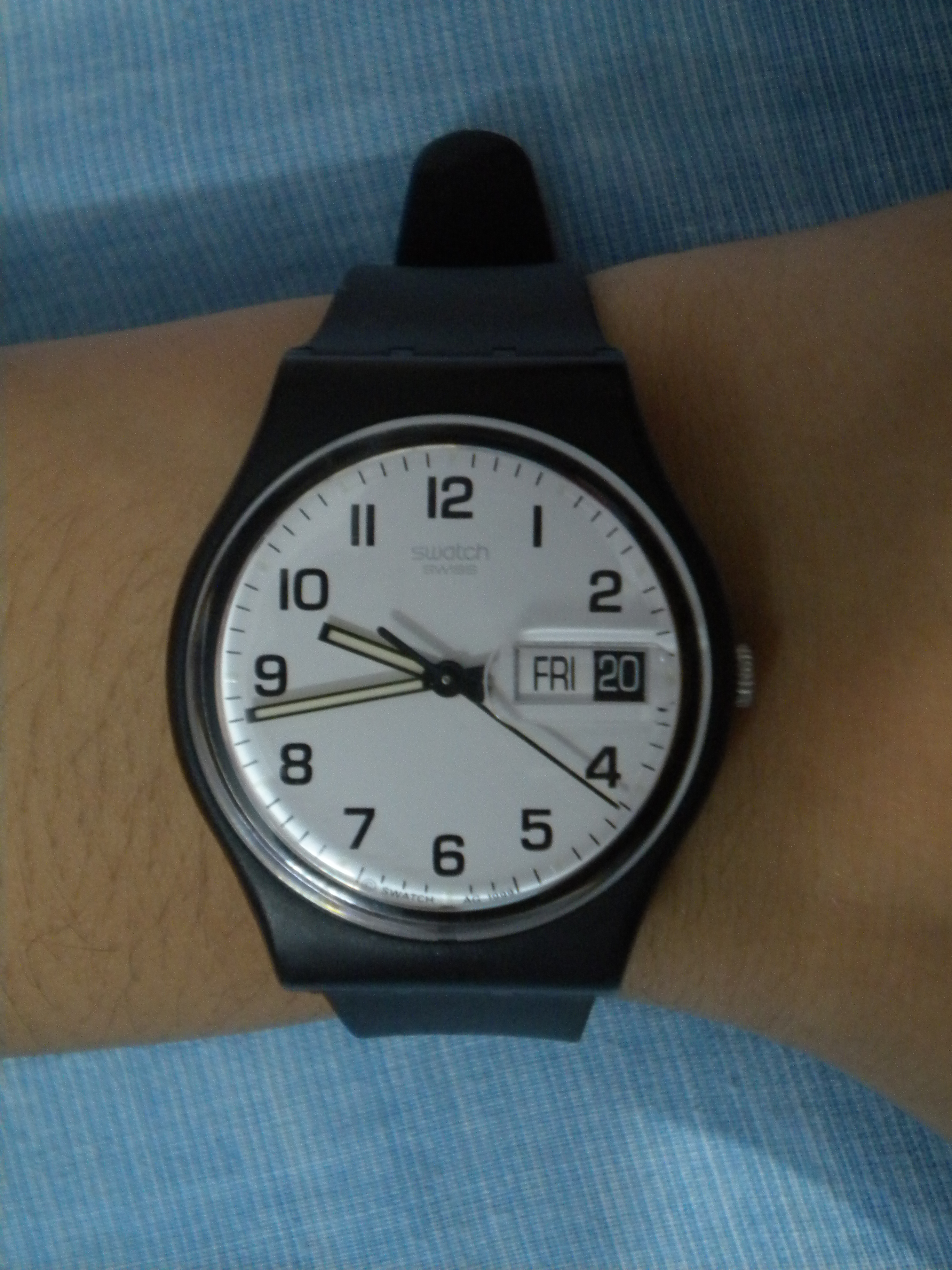
Reloj Swatch Once Again

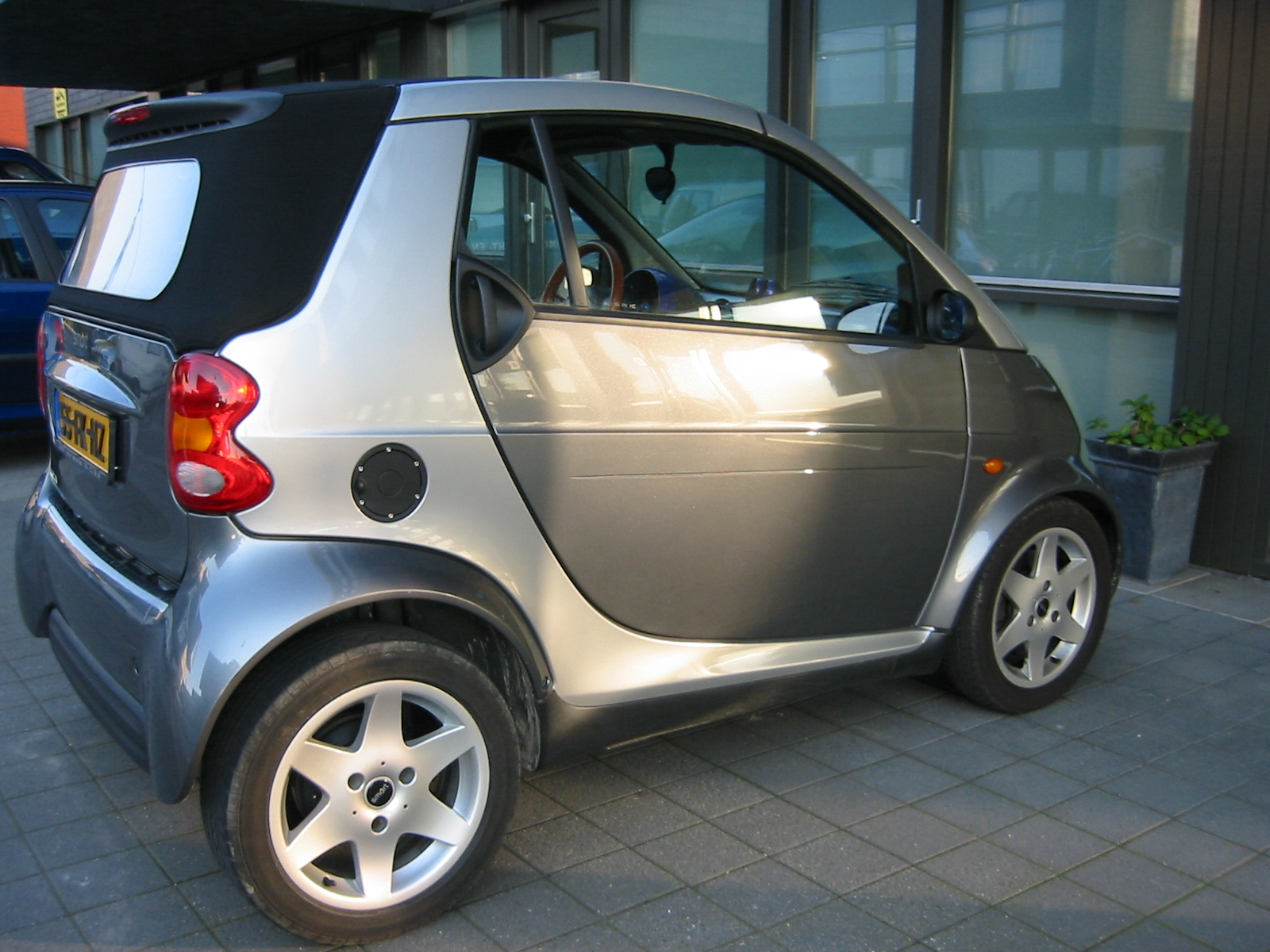
Automóvil Smart

A principios de la década de 1980, un grupo de banqueros suizos le pidió a Hayek que supervisara la liquidación de ASUAG y SSIH, dos firmas de relojería suizas que estaban en crisis debido a la fuerte competencia de los fabricantes japoneses, como Seiko y Citizen. Hayek creía que la industria de fabricación de relojes suizos podría seguir siendo competitiva y que ASUAG/SSIH podría recuperarse después de una reestructuración de operaciones y un reposicionamiento de las diferentes marcas.
Identificó los problemas en los productos, las políticas y la distribución, así como un liderazgo obsoleto que era necesario cambiar. "ASUAG, por ejemplo, poseía más de 100 empresas independientes, algunas grandes, otras pequeñas, algunas modernas y otras atrasadas. La mayoría de estas empresas hacían su propio marketing, I+D y montaje. Era una locura".
Hayek invirtió mucho en automatización y estandarización de piezas y herramientas. Esto produjo economías de escala y mejor calidad. La producción se centralizó y las piezas se diseñaron para ser intercambiables.
La reestructuración de las empresas coincidió con la invención del reloj Swatch, que utilizaba solo 51 piezas, frente a las casi 100 piezas necesarias para fabricar un reloj de pulsera tradicional sin comprometer la precisión o la calidad, y por lo tanto, su fabricación era más barata. El reloj Swatch ayudó a la industria relojera suiza a reconquistar una gran parte del segmento inferior del mercado de relojes que había perdido ante los fabricantes japoneses. Aunque el colorido reloj de plástico se hizo rápidamente conocido por su llamativo marketing, Hayek siempre enfatizó que el reloj Swatch fue ante todo un avance tecnológico.
Después de haber encabezado la reorganización de ASUAG y SSIH durante más de cuatro años, logrando finalmente su fusión, Hayek, con un grupo de inversores suizos, asumió una participación mayoritaria en el nuevo grupo en 1985. Se convirtió en presidente del consejo de administración y director ejecutivo en 1986. La empresa fusionada se denominó inicialmente Société Suisse de Microélectronique et d'Horlogerie, o SMH. Más tarde cambió su nombre a Swatch Group.
Hayek jugó un papel decisivo en la recuperación del Swatch Group con sus marcas de relojes Swatch, Blancpain, Omega, Longines, Rado, Tissot, Certina, Mido, Hamilton, Pierre Balmain, Calvin Klein, Flik Flak, Breguet y Lanco. Las estrategias que desarrolló a principios de la década de 1980 llevaron al éxito de toda la industria relojera suiza y recuperó su posición de liderazgo en todo el mundo desde 1984.
A Hayek también se le atribuye un papel fundamental en la creación del Smart, un pequeño automóvil europeo ideado por Mercedes-Benz para su uso en el centro de las ciudades. Las denominaciones originales del coche giraban en torno al nombre Swatch, e incluso hoy en día, aspectos del automóvil como sus paneles de carrocería intercambiables están claramente vinculados con la filosofía Swatch. El nombre "Smart" se derivó de la adición de las primeras letras de Swatch y Mercedes a la palabra "arte".
En 1995, la hija de Hayek, Nayla, se unió a la Junta Directiva del Swatch Group, y a principios de 2010, se convirtió en co-vicepresidenta de la Junta. En 2003, su hijo Nick Jr.se convirtió en el director ejecutivo del grupo. Hayek siguió siendo presidente del consejo de administración de Swatch Group hasta su muerte. El 30 de junio de 2010, dos días después de su muerte, el Directorio eligió a Nayla para reemplazarlo como Presidente.

## Muerte
Hayek murió inesperadamente el 28 de junio de 2010 debido a una parada cardiorrespiratoria mientras estaba trabajando en la sede del Grupo Swatch en Biel.

## Prensa
- Harvard Business Review, marzo-abril de 1993. Mensaje y músculo: una entrevista con el Titán de Swatch, Nicolas Hayek[15]
- Entrevista The Wall Street Journal, junio de 2010. Nicolas Hayek: Time Bandit[16]

## Vídeos
- Vídeo (francés), entrevista de TSR, 1988[17]
- Vídeo, entrevista de la CBC de la década de 1990, parte 1[18]
- Vídeo, entrevista de la CBC de la década de 1990, parte 2[19]
- Vídeo (francés), preguntas y respuestas con L'Hebdo, mayo de 2009[20]
- Vídeo (francés), Pardonnez-moi, L'Interview de Darius Rochebin[21]
- Vídeo (francés), Informe de noticias de TSR, junio de 2010[22]